# Máximo Mosquera
Pour les articles homonymes, voir Mosquera.
Máximo 'Vides' Mosquera (Chincha Alta, 8 janvier 1928 – Lima, 27 juillet 2016) est un footballeur international péruvien qui évoluait au poste d'attaquant.
Son frère Alfredo Mosquera et son neveu Roberto Mosquera ont aussi été internationaux péruviens.

## Biographie

### Carrière en club
"Vides" Mosquera est un joueur représentatif de l'âge d'or du Deportivo Municipal. Avec ses partenaires de club, Roberto Drago et Luis Guzmán, il formait un trio légendaire au Pérou dans les années 1940 baptisé Los Tres Gatitos (« les trois chatons ») qui remporte le championnat en 1943. Il s'illustre à l'occasion du Championnat sud-américain des clubs champions de football – ancêtre de l'actuelle Copa Libertadores – en 1948, en marquant quatre buts dans la compétition.
Il émigre ensuite en Colombie, au Deportivo Cali, où il retrouve ses compatriotes Valeriano López et Guillermo Barbadillo partis eux aussi tenter leur chance dans ce pays. Il reste deux ans et rentre au Pérou pour signer à l'Alianza Lima en 1951. Il y reste quatre saisons et remporte trois championnats dont deux d'affilée en 1954 et 1955. Il termine meilleur buteur lors de ce dernier championnat. Mosquera était alors à l'apogée de sa carrière.
En 1956 il est transféré au Sporting Cristal et gagne le championnat lors de sa première saison au club. Il reste deux ans avant de s'envoler pour l'Espagne où il termine sa carrière d'abord à Atlético Baleares, puis au Cádiz CF, club où il raccroche les crampons en juillet 1963.

### Carrière en équipe nationale
Auteur de sept buts en 31 sélections avec l'équipe du Pérou entre 1947 et 1957, "Vides" Mosquera participe notamment à quatre championnats sud-américains (1947, 1955, 1956 et 1957) où il dispute 28 matchs. C'est le joueur péruvien ayant le plus de présences dans ce tournoi sud-américain.
Il prend part également aux championnats panaméricains de 1952 et 1956.  

#### Buts en sélection
| Buts en sélection de Máximo Mosquera | Buts en sélection de Máximo Mosquera | Buts en sélection de Máximo Mosquera             | Buts en sélection de Máximo Mosquera | Buts en sélection de Máximo Mosquera | Buts en sélection de Máximo Mosquera | Buts en sélection de Máximo Mosquera |
|                                      | Date                                 | Lieu                                             | Adversaire                           | Score                                | Résultat                             | Compétition                          |
| ------------------------------------ | ------------------------------------ | ------------------------------------------------ | ------------------------------------ | ------------------------------------ | ------------------------------------ | ------------------------------------ |
| 1.                                   | 6 décembre 1947                      | Estadio George Capwell, Guayaquil (Équateur)     | Paraguay                             | 2-1                                  | 2-2                                  | Champ. sud-am. 1947                  |
| 2.                                   | 23 décembre 1947                     | Estadio George Capwell, Guayaquil (Équateur)     | Colombie                             | 1-0                                  | 5-1                                  | Champ. sud-am. 1947                  |
| 3.                                   | 9 février 1956                       | Estadio Centenario, Montevideo (Uruguay)         | Chili                                | 2-2                                  | 3-4                                  | Champ. sud-am. 1956                  |
| 4.                                   | 15 mars 1956                         | Estadio Olímpico Universitario, Mexico (Mexique) | Chili                                | 2-1                                  | 2-2                                  | Champ. panam. 1956                   |
| 5.                                   | 16 mars 1957                         | Estadio Nacional, Lima (Pérou)                   | Chili                                | 1-0                                  | 1-0                                  | Champ. sud-am. 1957                  |
| 6.                                   | 23 mars 1957                         | Estadio Nacional, Lima (Pérou)                   | Uruguay                              | 3-5                                  | 3-5                                  | Champ. sud-am. 1957                  |
| 7.                                   | 6 avril 1957                         | Estadio Nacional, Lima (Pérou)                   | Argentine                            | 1-0                                  | 2-1                                  | Champ. sud-am. 1957                  |

NB : Les scores sont affichés sans tenir compte du sens conventionnel en cas de match à l'extérieur (Pérou-Adversaire).

### Après-carrière
Mosquera a une expérience éphémère d'entraîneur au Porvenir Miraflores en 1969, avant de devenir commentateur sportif dans une radio péruvienne: Radio Ovación. En guise d'hommage à sa carrière au Deportivo Municipal, la tribune sud du stade du club (Iván Elías Moreno de Villa El Salvador) est baptisée Tribuna Máximo 'Vides' Mosquera.

## Palmarès(joueur)

### En club
| Deportivo Municipal - Championnat du Pérou (1) : - Champion : 1943. |  | Alianza Lima - Championnat du Pérou (3) : - Champion : 1952, 1954 et 1955. - Meilleur buteur : 1955 (11 buts). |  | Sporting Cristal - Championnat du Pérou (1) : - Champion : 1956. |